# Bùi Văn Ngữ
Bùi Văn Ngữ (1910–1942), là một nhà cách mạng Việt Nam, nguyên Bí thư Tỉnh ủy Gia Định.

## Cuộc đời
Bùi Văn Ngữ sinh năm 1910 ở ấp Tiền Lân, Bà Điểm (từng thuộc xã Tân Thới Nhất), quận Hóc Môn, tỉnh Gia Định, có họ hàng đằng ngoại với Tổng lãnh binh Phan Công Hớn. Ban đầu, ông học ở trường địa phương rồi lên Bà Chiểu học trường tỉnh.
Trong những năm 1927–1928, ông tham gia Hội kín Nguyễn An Ninh ở địa phương. Năm 1930, Đảng Cộng sản Việt Nam thành lập, ông gia nhập Chi bộ cộng sản ở Tân Thới Nhứt do Phan Văn Đối làm Bí thư, tham gia chỉ đạo các cuộc biểu tình ở địa phương. Năm 1931, nhiều cơ sở Đảng ở Nam Kỳ trong đó có Gia Định liên tục bị vỡ, anh em Võ Văn Tần, Võ Văn Ngân về quê ngoại Tân Thới Nhứt để trốn truy nã đã chắp nối lại các cơ sở Đảng trong tỉnh. Tỉnh ủy Gia Định được tái lập do Võ Văn Tần làm Bí thư Tỉnh ủy, Bùi Văn Ngữ là một trong các Tỉnh ủy viên.
Năm 1932, ông làm Bí thư Quận ủy Gò Vấp, trực tiếp chỉ đạo cuộc biểu tình của nhân dân Tân Bình, Hóc Môn nhân lúc Tỉnh trưởng Gia Định Berland đi kinh lý với mục tiêu đòi giảm tô thuế, dân cày có ruộng. Năm 1935, Xứ ủy Nam Kỳ được tái lập, ông tham gia Xứ ủy, phụ trách địa bàn tỉnh Chợ Lớn, trực tiếp chỉ đạo tái lập Quận ủy Cần Giuộc do Nguyễn Thị Bảy làm Bí thư. Năm 1936, ông được cử làm Bí thư Tỉnh ủy Gia Định.
Trong thời kỳ đấu tranh dân chủ (1936–1939), với tư cách là Xứ ủy viên, ông thường xuyên từ Sài Gòn đến các tỉnh để chỉ đạo các phong trào đấu tranh của các tỉnh Nam Kỳ. Đầu năm 1937, ông cùng Bí thư Xứ ủy Võ Văn Ngân đã lãnh đạo cuộc biểu tình lớn ở Sài Gòn, với sự tham gia của người dân các tỉnh Biên Hòa, Thủ Dầu Một, Gia Định, Chợ Lớn, Tân An, Mỹ Tho,... Tiếp đó, ông lên Thủ Dầu Một chỉ đạo Tỉnh ủy Thủ Dầu Một tiến hành tranh luận với nhóm Trotskyist về các vấn đề liên minh công nông, Mặt trận Bình dân Pháp, Hội ái hữu và nghiệp đoàn. Trong thời gian này, ông còn cùng Hồ Văn Cống tham gia viết tin, sáng tác thơ ca tuyên truyền cho báo Tranh đấu của Tỉnh ủy Thủ Dầu Một. Năm 1938, ông xây dựng hiệu thuộc Tư Sanh Đường ở chợ Bà Điểm làm cơ sở kinh tế và địa điểm liên lạc cho Xứ ủy và Trung ương Đảng và giao nhiệm vụ quản lý cho Nguyễn Văn Trân.
Năm 1939, chính quyền thực dân mở các đợt khủng bố phong trào cách mạng, nhiều lãnh đạo cao cấp của Trung ương và Xứ ủy như Nguyễn Văn Cừ, Lê Duẩn, Trịnh Ấn (Hoàng), Nguyễn Văn Nghi,... lần lượt bị bắt. Tháng 2 năm 1940, ông cùng các đồng chí Lê Văn Huê, Thích Huệ Thới và Phan Văn Đồng (Tư Đồng) bị bắt ở hiệu may Tư Đồng số 9 đường Amiral Courbet do có kẻ phản bội khai báo.
Năm 1941, ông bị đày ra Côn Đảo. Năm 1942, ông bị hành hạ đến chết trong tù.

## Vinh danh
Tên của ông được đặt cho một con đường và một ngôi trường cấp một ở quê nhà xã Bà Điểm, huyện Hóc Môn.
Vợ ông là bà Ngô Thị Rạng, tham gia nuôi giấu cán bộ và bảo vệ cơ sở cách mạng, được Nhà nước trao tặng bằng Tổ quốc Ghi công, Huân chương Kháng chiến chống Mỹ cứu nước hạng Nhất.
Căn nhà của ông ở địa chỉ 28/2 ấp Tiền Lân là nơi ăn ở, hoạt động của Trung ương Đảng ở vùng Mười tám thôn vườn trầu. Căn nhà hiện được con gái ông là bà Bảy Vân (Bùi Thị Vân) trông coi. Đây là một trong những "địa chỉ đỏ" - nơi giáo dục truyền thống cách mạng cho thế hệ trẻ.